# Vrouw zonder gezicht
Vrouw zonder gezicht (Zweeds: Kvinna utan ansikte) is een film uit 1947 van de Zweedse regisseur Gustaf Molander. Het scenario werd geschreven door Ingmar Bergman.

## Verhaal
De student Ragnar is getrouwd, maar hij wordt verliefd op Rut. Zij is zeer aantrekkelijk, maar ze is ongelukkig, omdat ze in haar jeugd een trauma heeft opgelopen. Ze heeft bindingsangst, omdat ze in haar jeugd werd misbruikt door de geliefde van haar moeder. Op een gegeven moment verbreekt zij haar relatie met Ragnar, die vervolgens de geborgen kleinburgerlijkheid van zijn eigen gezin weer opzoekt.

## Rolverdeling
| Acteur            | Personage      |
| ----------------- | -------------- |
| Alf Kjellin       | Martin Grandé  |
| Anita Björk       | Frida Grandé   |
| Gunn Wållgren     | Rut Köhler     |
| Stig Olin         | Ragnar Ekberg  |
| Olof Winnerstrand | Dhr. Grandé    |
| Linnéa Hillberg   | Mevr. Grandé   |
| Georg Funkquist   | Victor         |
| Marianne Löfgren  | Charlotte      |
| Åke Grönberg      | Sam Svensson   |
| Sif Ruud          | Magda Svensson |